# Edith Bülbring
Edith Bülbring (* 27. Dezember 1903 in Bonn; † 5. Juli 1990 in Oxford) war eine deutsch-niederländische Pharmakologin.

## Leben
Ihr Vater, Karl Bülbring (1863–1917), war von 1893 bis 1900 Professor für Anglistik in Groningen, Niederlande, und anschließend in Bonn. Ihre Mutter, Hortense Leonore geb. Kann (1868–1938), stammte aus einer jüdischen niederländischen Familie. Jacobus H. Kann, der Bruder der Mutter, holländischer Bankier und zionistischer Politiker, starb 1944 im Konzentrationslager Theresienstadt. Edith war die jüngste von vier Geschwistern. Sie studierte in Bonn, München, Freiburg und wieder Bonn Medizin. Nach Staatsexamen und Promotion zum Dr. med. in Bonn 1928 trat sie 1929 in das von Paul Trendelenburg geleitete Pharmakologische Institut der Friedrich-Wilhelms-Universität Berlin ein. Nach Trendelenburgs frühem Tod an Tuberkulose 1931 arbeitete sie, ihre Begabung für theoretisch-medizinische Forschung bezweifelnd, an der Kinderklinik in Jena und anschließend bei Ulrich Friedemann am Rudolf-Virchow-Krankenhaus in Berlin. Dort wurde sie 1933, unmittelbar nachdem sie bei einem Kind mit Diphtherie eine Not-Tracheotomie durchgeführt hatte, als „jüdischer Mischling ersten Grades“ (mit zwei jüdischen Großeltern) fristlos entlassen: „Fräulein Bülbring, ich sehe aus dem Fragebogen, daß Sie teilweise jüdischer Herkunft sind. Sie werden hier nicht mehr gebraucht.“
Sie plante zunächst, ihre klinische Tätigkeit in den Niederlanden fortzusetzen. Bei einer Englandreise mit ihrer Schwester Maud traf sie aber in London Ulrich Friedemann wieder, der ebenfalls entlassen worden und zu dem späteren – 1936er – Träger des Nobelpreises für Physiologie oder Medizin Henry Hallett Dale beim Medical Research Council gegangen war. Dale beschaffte ihr eine Stelle bei Joshua Harold Burn im Pharmakologischen Labor der Pharmaceutical Society of Great Britain. Hauptaufgabe des Labors war die Standardisierung von Hormon- und Vitaminpräparaten im Tierversuch. So lernte Bülbring viele biologische Forschungsmethoden kennen. Zudem übersetzte sie Burns Buch Methods of Biological Assay ins Deutsche. 1937 folgte sie Burn nach Oxford, wo er den Pharmakologie-Lehrstuhl übernahm. In Oxford ist sie geblieben. Zunächst wurde ihre Forschung großenteils durch Burns Interessen bestimmt, aber seit Ende des Zweiten Weltkriegs wurde sie unabhängiger, und zu Beginn der 1950er Jahre fand sie zu dem eigentlichen Thema ihres Lebens, der Physiologie und Pharmakologie der glatten Muskulatur. 1967 wurde sie zur Professorin ernannt. 1971 wurde sie emeritiert, behielt aber eine Arbeitsmöglichkeit im Physiologischen Institut Oxford.
Etwa 40 Wissenschaftler haben in Oxford mit ihr die glatte Muskulatur erforscht, darunter nur 7 aus Großbritannien; 26 waren oder wurden Lehrstuhlinhaber oder Abteilungsleiter. Zu den ersten gehörten Gustav Victor Rudolf Born (1921–2018), später Professor für Pharmakologie am King’s College London, Heinz Albrecht Lüllmann (* 1924), später Professor für Pharmakologie an der Christian-Albrechts-Universität zu Kiel, und Mollie Elizabeth Holman (* 1930), später Professorin für Physiologie an der Monash University, Melbourne, Australien.
Sie war Mitglied des Oxforder College Lady Margaret Hall. Sie baute sich ein Haus in der Oxforder Northmoor Road, wo sie erst mit Maud und später mit ihrer zweiten Schwester Lucie wohnte. Der Bruder, Hans, war im Ersten Weltkrieg gefallen. Gegen Ende der 1970er Jahre musste ein Unterschenkel wegen Atherosklerose amputiert werden. Sie erlernte Gehen und Autofahren wieder. Später traten auch Durchblutungsstörungen am anderen Bein auf. Wenige Tage nach einer Gefäßtransplantation starb sie. Ihr Haus vermachte sie ihrem College.

## Werk
Bei Trendelenburg entwickelte Bülbring eine Methode zur Messung der Förderleistung des Herzens von Fröschen und widerlegte damit die Meinung, Pentetrazol und Nikethamid seien geeignet, das Herz zu „stimulieren“, eine Meinung, deretwegen die Substanzen die Markennamen Cardiazol und Coramin erhalten hatten.
Mit Burn untersuchte Bülbring Probleme des vegetativen Nervensystems, so die Wirkung von Adrenalin auf Kontraktionen der Skelettmuskulatur. Auch dazu entwickelte sie eine neue Versuchsanordnung, bestehend aus dem Zwerchfellnerven und dem Zwerchfell der Ratte. Die Publikation im British Journal of Pharmacology 1946: Observations on the isolated phrenic nerve diaphragm preparation of the rat ist fünfzig Jahre später als ein „Markstein der Pharmakologie“ wieder gedruckt worden mit dem Kommentar: "The actual results ... in this paper remain difficult to interpret, and are in any case of much less importance than the development of the preparation itself, which was the first mammalian isolated nerve-skeletal muscle preparation to be described. ... The development of other isolated muscle preparations has, of course, followed. ... But Bülbring’s isolated phrenic nerve-disphragm of the rat gave impetus to them all, and since 1946 the preparation has been used in a myriad of research experiments, and formed the basis of a multitude of laboratory classes."
Bülbrings Bonner Dissertation hatte sich mit der Histologie des Nebennierenmarks beschäftigt. Zwanzig Jahre später in Oxford wandte sie sich, angeregt durch Hermann Blaschko, ebenfalls ein Emigrant aus Deutschland, der Biochemie dieses Organs zu und wies nach, dass das Nebennierenmarkshormon Adrenalin aus Noradrenalin gebildet wird.
Bülbring entschied sich um 1950 für das eigentliche Themas ihres Lebens, weil sie die Eigenschaften der glatten Muskulatur rätselhaft fand, und weil es zweitens US-amerikanischen Wissenschaftlern gelungen war, aus sehr dünnen Glasröhrchen Mikroelektroden herzustellen, die man in Zellen einstechen konnte. So bestand Hoffnung, über die Grundlagen der Glattmuskel-Biologie hinauszukommen, die Emil Bozler (1901–1995) in Großbritannien und den USA gelegt hatte. In ihrer ersten einschlägigen Publikation maß sie den Sauerstoff-Verbrauch der glatten Muskulatur der Tänie des Blinddarms von Meerschweinchen. Es folgten die ersten Erfolge mit den Mikroelektroden. Es gelang nicht nur, das elektrische Membranpotential ruhender Zellen zu messen, sondern auch, "against all odds", das Membranpotential während der Kontraktion, ohne dass die Mikroelektrode aus der Zelle rutschte.
Das waren die Anfänge. Bülbrings Gruppe erkannte dann, dass – wichtig für die Medizin – die Aktionspotentiale der meisten glatten Muskelzellen nicht – wie etwa bei Nervenzellen – durch Natriumionen, sondern durch Calciumionen getragen werden. Man kann diese Aktionspotentiale also durch Calciumantagonisten unterdrücken. Die Gruppe erforschte, wie Neurotransmitter – Acetylcholin, Noradrenalin, Serotonin und Adenosintriphosphat – die glatte Muskulatur steuern. Es stellte sich heraus, dass Calcium nicht nur von außen in die glatten Muskelzellen einströmen, sondern auch aus intrazellulären Speichern, nämlich dem endoplasmatischen Retikulum, freigesetzt werden kann. Ihre letzte einschlägige Arbeit, eine Übersicht über die Wirkung von Katecholaminen auf die glatte Muskulatur, veröffentlichte Edith Bülbring 1987 mit dem japanischen Physiologen Tadao Takeda. „Edith’s contributions to smooth muscle physiology and pharmacology were immense. ... Her work and that of her collaborators paved the way for the present era of the single cell, and laid the foundations upon which present cellular investigations of smooth muscle are based.“

## Ehrungen
Bülbring erhielt Ehrendoktorwürden der Universitäten Groningen, Löwen und der Medizinischen Fakultät der Universität des Saarlandes in Homburg. Sie war Mitglied der Royal Society und Ehrenmitglied der British Pharmacological Society, der Deutschen Pharmakologischen Gesellschaft und der britischen Physiological Society. 1974 verlieh ihr die Deutsche Pharmakologische Gesellschaft ihre höchste Ehrung, die Schmiedeberg-Plakette.